# Domenico Lucciardi
Domenico Lucciardi (Sarzana, 9 de dezembro de 1796 - Senigália, 13 de março de 1864) foi um cardeal do século XIX.

## Biografia
Nasceu em Sarzana em 9 de dezembro de 1796. Filho de Bartolomeo Lucciardi e Marianna Samanego. Recebeu o sacramento da confirmação, 17 de setembro de 1807.
Colégio dos Protonotários, Cúria Romana, 1º de agosto de 1819 (doutorado in utroque iuris , direito civil e direito canônico).
Ordenado em 30 de julho de 1820, Roma. Auditor da nunciatura na Áustria e camareiro particular supranumerário, 1826. Prelado doméstico de Sua Santidade. Protonotário supranumerário apostólico. Referendário prelado e delegado apostólico em Camerino, 6 de dezembro de 1832. Delegado apostólico em Bolonha, duas vezes. Pró-comissário extraordinário nas quatro legações, 1834; as quatro legações eram Bolonha, incluindo Ferrara e Romagna, Urbino, incluindo The Marche, Perugia, cobrindo a Úmbria, e Velletri, cobrindo o sul do Lácio. Pró-legado em Ravenna, dezembro de 1834 a 1836. Delegado apostólico em Spoleto, julho de 1836 a 1839. Delegado apostólico em Ancona, 1839-1842. Presidente do distrito de Roma, 1842-1845. Secretário da SC dos Bispos e Regulares, 2 de outubro de 1846 a 1851.
Eleito arcebispo titular de Damasco em 21 de dezembro de 1846. Consagrado em 27 de dezembro de 1846, na igreja de Santissima Trinità a Montecitorio, Roma, pelo cardeal Pietro Ostini, auxiliado por Giovanni Brunelli, arcebispo titular de Tessalônica, e por Giovanni Domenico Stefanelli, arcebispo titular de Trajanopoli. Assistente do Trono Pontifício, 22 de dezembro de 1846. Transferido para o titular patriarcado latino de Constantinopla, 10 de abril de 1851. Transferido para a sede de Senigallia, com o título de arcebispo, 5 de setembro de 1851.
Criado cardeal sacerdote no consistório de 15 de março de 1852; recebeu gorro vermelho e título de S. Clemente, a 18 de março de 1852.
Morreu em Senigália em 13 de março de 1864. Exposto e enterrado na catedral de Senigallia.